# 카나크
카나크(그린란드어: Qaanaaq, /qaːnaːq/)는 그린란드 북서부의 아반나타에 위치한 도시이다. 옛 이름은 툴레(Thule)였다. 세계에서 가장 북쪽에 있는 도시 중 하나이기도 하다. 이곳 마을 주민들은 주로 그린란드어나 덴마크어를 사용한다. 인구는 2013년 기준으로 646명이다.

## 지리
카나크는 잉글필드만의 북쪽 어귀에 위치해 있다.

## 역사
그린란드 북부의 카나크 지역에 사람이 처음으로 거주하기 시작한 것은 기원전 2000년경의 일로, 원시 이누이트족들이 캐나다 북부 지방에서 건너와 살기 시작하였다.
현재의 카나크 마을은 냉전이 한창이었던 1953년 겨울 미국이 툴레 공군기지를 확장하면서 조성된 것으로, 피투픽과 둔다스 마을 사람들을 북쪽으로 31km 떨어진 지점에 강제 이주시키면서 만들어졌다. 이후 이 정착 마을은 북쪽으로 100km 더 떨어진 지점으로 옮겨갔다.

## 시설
카나크에는 카나크 공항이 있으며, 에어 그린란드가 취항한다. 이곳에서 우페르나빅 공항으로 이동할 수 있으며 일룰리사트 공항과 카르수트 공항으로도 갈 수 있다. 시오라팔룩 마을과는 정기 운항편이 있으며 모리우삭 마을과는 비정기 운항을, 사비시빅 마을과는 툴레 공군기지를 경유하여 연결된다.
카나크에는 비포장 도로가 몇 길 깔려 있다. 마을 밖으로 통하는 도로는 딱 하나로 카나크 공항으로 가는 도로다. 카나크 마을 내에서도 픽업트럭이나 SUV 차량을 찾아볼 수 있긴 하지만 주변 지역을 둘러보기 위해서는 스키나 개썰매, 도보가 더욱 편리하다.
마을 내에는 1950년대에 설립되어 1996년에 리모델링한 조그만 병원이 있다. 이곳에서는 기본적인 건강검진을 받을 수 있으며, 더 전문적인 검진이나 위급상항일 때에는 항공편을 타고 그린란드의 다른 의료시설로 이동해야 한다. 이것 외에도 일년에 두 번씩 치의사가 마을에 파견되어 정기 검진을 하고 있다.
소방서는 따로 없고, 툴레 공군기지의 소방관들로 구성된 소규모 소방대가 있다.

## 행정

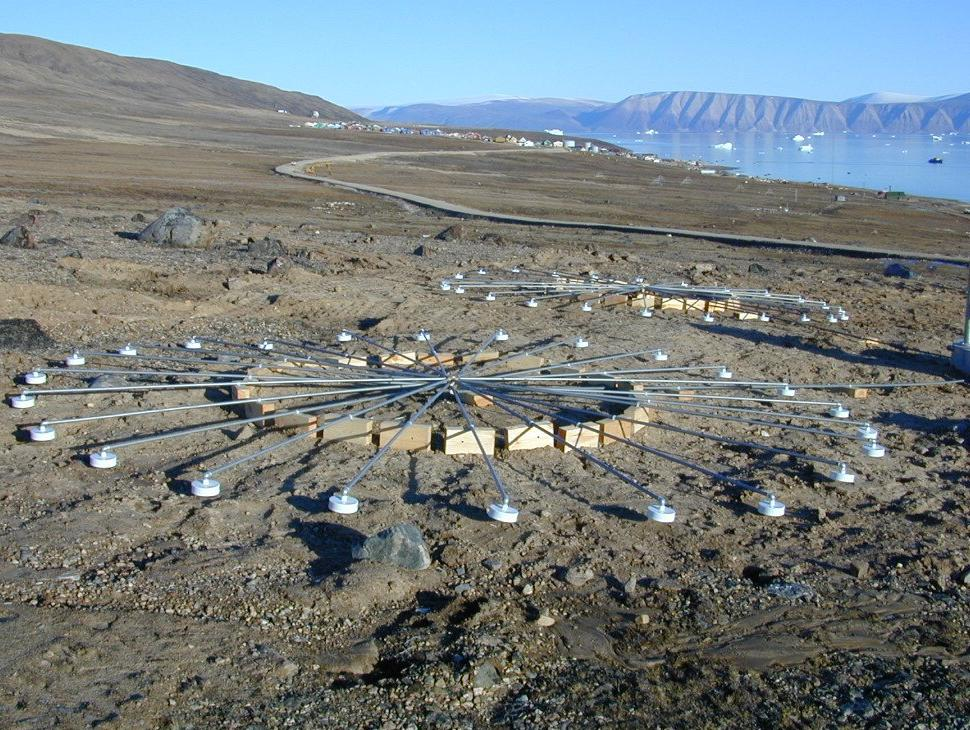
카나크 마을 외곽에 있는 CTBTO의 마이크로바로미터 시설

카나크 마을의 행정은 7명의 의원으로 구성된 시의회가 맡는다. 임기는 4년이며, 1년에 네 차례에서 여섯 차례 정도 회의를 갖는다. 행정구역상으로는 카수이추프 지역에 속해 있으며 주의회 의원과 시장을 두고 있다.
한편 카나크 마을에는 유엔 포괄적 핵실험 금지 조약 기구(CTBTO)의 초저주파 탐지시설이 설치되어 있다. 이른바 IS-18로 불리는 이곳은 전세계 곳곳에서 있을지 모를 핵실험을 탐지하는 기압센서를 운용하고 있다. 이곳은 덴마크 기상청이 운영하며, 2016년 기준으로 운영감독관은 스벤 에릭 아스카니우스다.

## 기후
카나크는 추운 툰드라 기후 (ETf)이며 겨울이 길다. 7월에는 최고 기온을 기록하며 이 때의 평균기온은 영상 10도에 달한다.
| Qaanaaq의 기후           | Qaanaaq의 기후 | Qaanaaq의 기후 | Qaanaaq의 기후 | Qaanaaq의 기후 | Qaanaaq의 기후 | Qaanaaq의 기후 | Qaanaaq의 기후 | Qaanaaq의 기후 | Qaanaaq의 기후 | Qaanaaq의 기후 | Qaanaaq의 기후 | Qaanaaq의 기후 | Qaanaaq의 기후 |
| 월                       | 1월            | 2월            | 3월            | 4월            | 5월            | 6월            | 7월            | 8월            | 9월            | 10월           | 11월           | 12월           | 연간           |
| ------------------------ | -------------- | -------------- | -------------- | -------------- | -------------- | -------------- | -------------- | -------------- | -------------- | -------------- | -------------- | -------------- | -------------- |
| 역대 최고 기온 °C (°F)   | 5 (41)         | 1 (34)         | 2 (36)         | 6 (43)         | 12 (54)        | 20 (68)        | 19 (66)        | 17 (63)        | 10 (50)        | 5 (41)         | 3 (37)         | 3 (37)         | 20 (68)        |
| 일평균 최고 기온 °C (°F) | −19.0 (−2.2)   | −20.6 (−5.1)   | −20.1 (−4.2)   | −12.8 (9.0)    | −2.6 (27.3)    | 4.2 (39.6)     | 7.4 (45.3)     | 6.2 (43.2)     | 0.6 (33.1)     | −6.7 (19.9)    | −12.9 (8.8)    | −17.8 (0.0)    | −7.8 (18.0)    |
| 일일 평균 기온 °C (°F)   | −23.3 (−9.9)   | −24.6 (−12.3)  | −24.1 (−11.4)  | −17.0 (1.4)    | −5.6 (21.9)    | 1.5 (34.7)     | 4.6 (40.3)     | 3.8 (38.8)     | −1.7 (28.9)    | −9.8 (14.4)    | −16.6 (2.1)    | −21.6 (−6.9)   | −11.2 (11.8)   |
| 일평균 최저 기온 °C (°F) | −27.0 (−16.6)  | −28.4 (−19.1)  | −27.8 (−18.0)  | −21.0 (−5.8)   | −8.6 (16.5)    | −0.7 (30.7)    | 2.1 (35.8)     | 1.6 (34.9)     | −4.0 (24.8)    | −12.8 (9.0)    | −20.1 (−4.2)   | −25.0 (−13.0)  | −14.3 (6.3)    |
| 역대 최저 기온 °C (°F)   | −40 (−40)      | −58 (−72)      | −41 (−42)      | −34 (−29)      | −22 (−8)       | −7 (19)        | −3 (27)        | −6 (21)        | −17 (1)        | −31 (−24)      | −33 (−27)      | −46 (−51)      | −58 (−72)      |
| 평균 강수량 mm (인치)    | 6 (0.2)        | 6 (0.2)        | 4 (0.2)        | 6 (0.2)        | 7 (0.3)        | 7 (0.3)        | 16 (0.6)       | 24 (0.9)       | 18 (0.7)       | 12 (0.5)       | 10 (0.4)       | 8 (0.3)        | 124 (4.9)      |
| 평균 강수일수 (≥ 1.0 mm) | 2              | 2              | 1              | 2              | 2              | 2              | 4              | 4              | 4              | 3              | 3              | 2              | 31             |
| 평균 상대 습도 (%)       | 64             | 63             | 63             | 62             | 63             | 69             | 71             | 72             | 69             | 69             | 66             | 67             | 67             |
| 평균 월간 일조시간       | 0              | 8              | 150            | 251            | 316            | 273            | 271            | 175            | 155            | 49             | 0              | 0              | 1,648          |
| 출처 1: 미국 해양대기청  |                |                |                |                |                |                |                |                |                |                |                |                |                |
| 출처 2: BBC 날씨         |                |                |                |                |                |                |                |                |                |                |                |                |                |